# Carpias nana
Carpias nana är en kräftdjursart som först beskrevs av Stebbing 1905.  Carpias nana ingår i släktet Carpias och familjen Janiridae. Inga underarter finns listade i Catalogue of Life.